# Grande Prêmio da Turquia de 2006
Resultados do Grande Prêmio da Turquia de Fórmula 1 realizado em Istambul em 27 de agosto de 2006. Décima quarta etapa do campeonato, foi vencido pelo brasileiro Felipe Massa, da Ferrari, com Fernando Alonso em segundo pela Renault e Michael Schumacher em terceiro, também pela Ferrari.

## Resumo
- Primeira pole position e primeira vitória de Felipe Massa.

## Pilotos de sexta-feira
| Construtor          | N° | Piloto           |
| ------------------- | -- | ---------------- |
| Williams-Cosworth   | 35 | Alexander Wurz   |
| Honda               | 36 | Anthony Davidson |
| Red Bull-Ferrari    | 37 | Robert Doornbos  |
| BMW Sauber          | 38 | Sebastian Vettel |
| Midland-Toyota      | 39 | Giorgio Mondini  |
| Toro Rosso-Cosworth | 40 | Neel Jani        |
| Super Aguri-Honda   | 41 | Franck Montagny  |

## Classificação da prova

### Treinos classificatórios
| Pos.   | Nº | Piloto               | Equipe              | Q1       | Q2       | Q3       | Grid | Notas      |
| ------ | -- | -------------------- | ------------------- | -------- | -------- | -------- | ---- | ---------- |
| 1      | 6  | Felipe Massa         | Ferrari             | 1:27.306 | 1:27.059 | 1:26.907 | 1    |            |
| 2      | 5  | Michael Schumacher   | Ferrari             | 1:27.385 | 1:25.850 | 1:27.284 | 2    |            |
| 3      | 1  | Fernando Alonso      | Renault             | 1:27.861 | 1:26.917 | 1:27.321 | 3    |            |
| 4      | 2  | Giancarlo Fisichella | Renault             | 1:28.175 | 1:27.346 | 1:27.564 | 4    |            |
| 5      | 7  | Ralf Schumacher      | Toyota              | 1:27.668 | 1:27.062 | 1:27.569 | 15   | [ nota 2 ] |
| 6      | 16 | Nick Heidfeld        | BMW Sauber          | 1:28.200 | 1:27.251 | 1:27.785 | 5    |            |
| 7      | 12 | Jenson Button        | Honda               | 1:28.222 | 1:26.872 | 1:27.790 | 6    |            |
| 8      | 3  | Kimi Räikkönen       | McLaren-Mercedes    | 1:28.236 | 1:27.202 | 1:27.866 | 7    |            |
| 9      | 17 | Robert Kubica        | BMW Sauber          | 1:28.212 | 1:27.405 | 1:28.167 | 8    |            |
| 10     | 9  | Mark Webber          | Williams-Cosworth   | 1:28.307 | 1:27.608 | 1:29.436 | 9    |            |
| 11     | 15 | Christian Klien      | Red Bull-Ferrari    | 1:28.271 | 1:27.852 |          | 10   |            |
| 12     | 4  | Pedro de la Rosa     | McLaren-Mercedes    | 1:28.403 | 1:27.897 |          | 11   |            |
| 13     | 8  | Jarno Trulli         | Toyota              | 1:28.549 | 1:27.973 |          | 12   |            |
| 14     | 11 | Rubens Barrichello   | Honda               | 1:28.411 | 1:28.257 |          | 13   |            |
| 15     | 10 | Nico Rosberg         | Williams-Cosworth   | 1:28.889 | 1:28.386 |          | 14   |            |
| 16     | 19 | Christijan Albers    | Midland-Toyota      | 1:29.021 | 1:28.639 |          | 22   | [ nota 2 ] |
| 17     | 14 | David Coulthard      | Red Bull-Ferrari    | 1:29.136 |          |          | 16   |            |
| 18     | 21 | Scott Speed          | Toro Rosso-Cosworth | 1:29.158 |          |          | 17   |            |
| 19     | 20 | Vitantonio Liuzzi    | Toro Rosso-Cosworth | 1:29.250 |          |          | 18   |            |
| 20     | 18 | Tiago Monteiro       | Midland-Toyota      | 1:29.901 |          |          | 19   |            |
| 21     | 23 | Sakon Yamamoto       | Super Aguri-Honda   | 1:30.607 |          |          | 20   |            |
| 22     | 22 | Takuma Sato          | Super Aguri-Honda   | 1:30.850 |          |          | 21   |            |
| Fonte: |    |                      |                     |          |          |          |      |            |

### Corrida

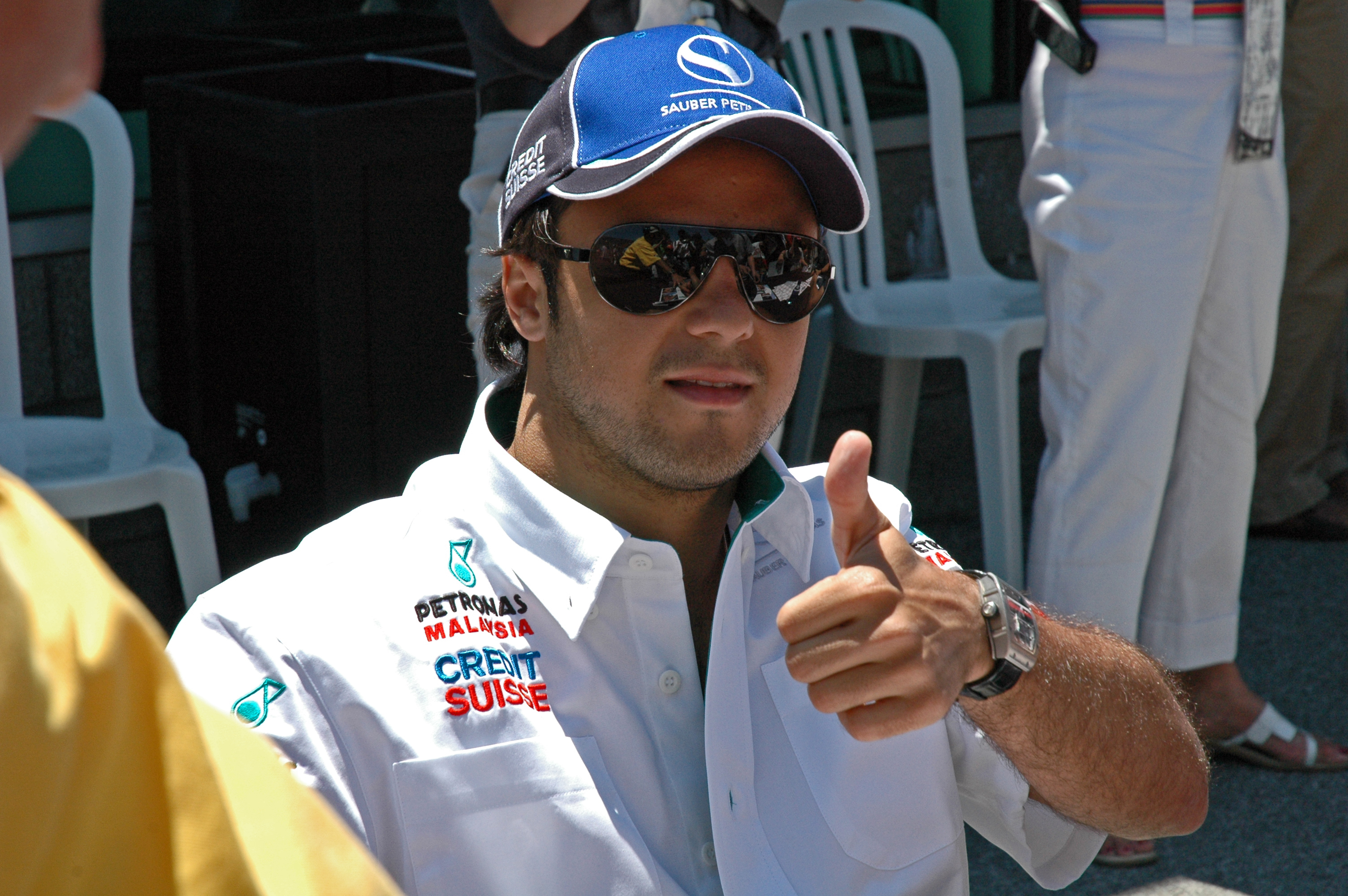
Felipe Massa foi o vencedor do Grande Prémio da Turquia de 2006.

| Pos.   | Nº | Piloto               | Construtor          | Voltas | Tempo/Diferença  | Grid | Pontos |
| ------ | -- | -------------------- | ------------------- | ------ | ---------------- | ---- | ------ |
| 1      | 6  | Felipe Massa         | Ferrari             | 58     | 1:28:51.082      | 1    | 10     |
| 2      | 1  | Fernando Alonso      | Renault             | 58     | + 5.575          | 3    | 8      |
| 3      | 5  | Michael Schumacher   | Ferrari             | 58     | + 5.656          | 2    | 6      |
| 4      | 12 | Jenson Button        | Honda               | 58     | + 12.334         | 6    | 5      |
| 5      | 4  | Pedro de la Rosa     | McLaren-Mercedes    | 58     | + 45.908         | 11   | 4      |
| 6      | 2  | Giancarlo Fisichella | Renault             | 58     | + 46.594         | 4    | 3      |
| 7      | 7  | Ralf Schumacher      | Toyota              | 58     | + 59.337         | 15   | 2      |
| 8      | 11 | Rubens Barrichello   | Honda               | 58     | + 1:00.034       | 13   | 1      |
| 9      | 8  | Jarno Trulli         | Toyota              | 57     | + 1 volta        | 12   |        |
| 10     | 9  | Mark Webber          | Williams-Cosworth   | 57     | + 1 volta        | 9    |        |
| 11     | 15 | Christian Klien      | Red Bull-Ferrari    | 57     | + 1 volta        | 10   |        |
| 12     | 17 | Robert Kubica        | BMW Sauber          | 57     | + 1 volta        | 8    |        |
| 13     | 21 | Scott Speed          | Toro Rosso-Cosworth | 57     | + 1 volta        | 17   |        |
| 14     | 16 | Nick Heidfeld        | BMW Sauber          | 56     | + 2 voltas       | 5    |        |
| 15     | 14 | David Coulthard      | Red Bull-Ferrari    | 55     | Câmbio           | 16   |        |
| Ret    | 19 | Christijan Albers    | Midland-Toyota      | 46     | Rodou            | 22   |        |
| NC     | 22 | Takuma Sato          | Super Aguri-Honda   | 41     | + 17 voltas      | 21   |        |
| Ret    | 10 | Nico Rosberg         | Williams-Cosworth   | 25     | Vazamento d’água | 14   |        |
| Ret    | 23 | Sakon Yamamoto       | Super Aguri-Honda   | 23     | Rodou            | 20   |        |
| Ret    | 20 | Vitantonio Liuzzi    | Toro Rosso-Cosworth | 12     | Rodou            | 18   |        |
| Ret    | 3  | Kimi Räikkönen       | McLaren-Mercedes    | 1      | Acidente         | 7    |        |
| Ret    | 18 | Tiago Monteiro       | Midland-Toyota      | 0      | Colisão          | 19   |        |
| Fonte: |    |                      |                     |        |                  |      |        |

## Tabela do campeonato após a corrida
| Pos.   | Piloto               | Pontos |
| ------ | -------------------- | ------ |
| 1      | Fernando Alonso      | 108    |
| 2      | Michael Schumacher   | 96     |
| 3      | Felipe Massa         | 62     |
| 4      | Giancarlo Fisichella | 52     |
| 5      | Kimi Räikkönen       | 49     |
| Fonte: |                      |        |

| Pos.   | Construtor       | Pontos |
| ------ | ---------------- | ------ |
| 1      | Renault          | 160    |
| 2      | Ferrari          | 158    |
| 3      | McLaren-Mercedes | 89     |
| 4      | Honda            | 58     |
| 5      | Toyota           | 28     |
| Fonte: |                  |        |

- Nota: Somente as primeiras cinco posições estão listadas.